# Kuratowskis sats
Kuratowskis sats är en matematisk sats inom grafteori som säger att en graf G är planär om och endast om det inte existerar någon delgraf av G som är homeomorf med av {\displaystyle K_{3,3}} eller {\displaystyle K_{5}}.
Satsen formulerades och bevisades av Kazimierz Kuratowski 1930.